# Kammerphilharmonie Graubünden

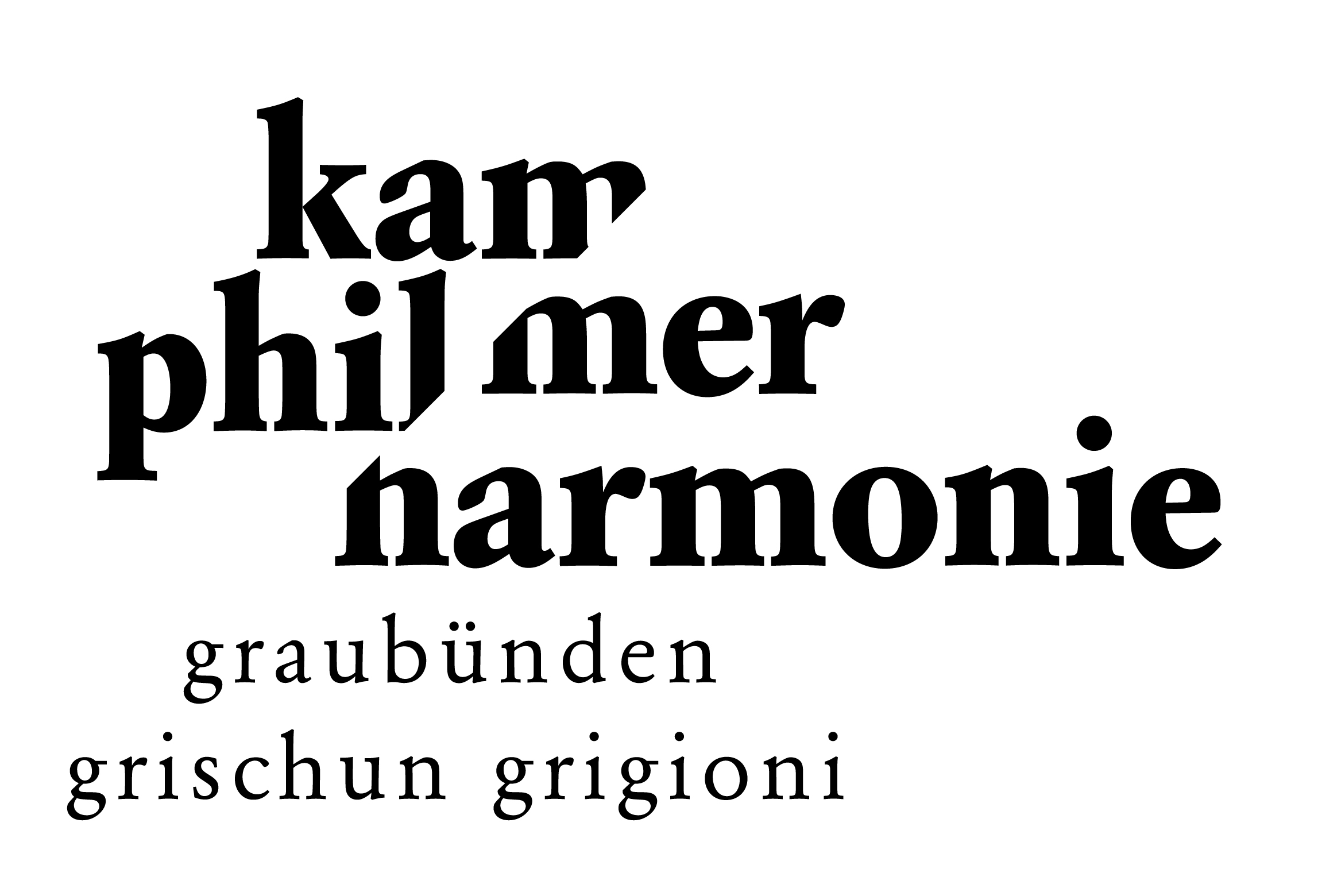
Logo der Kammerphilharmonie Graubünden

Die Kammerphilharmonie Graubünden ist ein professionelles Orchester mit Sitz im Schweizer Kanton Graubünden.

## Geschichte
Im Frühjahr 1989 gründeten Musiker um den Dirigenten Christoph Cajöri das «Bündner Kammerorchester». Dessen erstes Konzert fand am 29. Dezember 1989 in der Churer Comanderkirche statt.
Über die Jahre hat sich das Orchester stetig weiterentwickelt und wurde zur «Kammerphilharmonie Graubünden».
Die Kammerphilharmonie Graubünden ist als Verein organisiert. Präsidentin ist seit Oktober 2016 Jacqueline Giger Cahannes.

## Orchester
Zur Stammbesetzung der Kammerphilharmonie Graubünden gehören 33 Musiker.
Pro Saison werden rund 50 Konzerte aufgeführt. Neben klassischen Sinfonie- und Chorkonzerten gibt es jeweils genreübergreifende Projekte wie Filmmusik (Charlie Chaplin, Winnetou), Tanzveranstaltungen mit Salonmusik, Familienkonzerte oder das Projekt «Side by Side», in dem Laienmusiker Seite an Seite mit den Orchestermitgliedern auftreten. Die Kammerphilharmonie Graubünden ist zudem Veranstalterin der «Schlossoper Haldenstein», die seit 2001 alle zwei Jahre stattfindet, sowie Mitveranstalterin der Biennale für Neue Musik Graubündens «tuns contemporans».
Der Schwerpunkt der Kammerphilharmonie Graubünden liegt insbesondere auf Schweizer, namentlich auf Bündner Komponisten aus Vergangenheit und Gegenwart.

## Konzertorte
Die Kammerphilharmonie Graubünden tritt in zentralen Ortschaften Graubündens auf, etwa in Chur, aber auch in Kirchen, Hotels und Sälen in entlegenen Tälern Graubündens. Regelmässige Auftritte finden in Flims, Ilanz, Arosa, Reichenau, Sent, Scuol, St. Moritz, Pontresina, Soglio und Lenzerheide statt. Je nach Saisonprogramm kommen weitere Spielstätten dazu. In anderen Kantonen der Schweiz und im nahen Ausland hat die Kammerphilharmonie regelmässig Gastspiele.

### Der «kleinste Konzertsaal der Welt»
In einer ausgedienten Telefonkabine können Passanten kostenlos per Wählscheibe Stücke hören, die im Programm der Kammerphilharmonie Graubünden zu finden sind. Der «kleinste Konzertsaal der Welt» befindet sich an zentraler Lage in Chur und ist seit August 2018 in Betrieb.

## Chefdirigenten
- 1989–1999: Christoph Cajöri
- 1999–2009: Marcus R. Bosch[7]
- 2009–2015: Sebastian Tewinkel[8]
- 2015–2016: vakant, Gastdirigate der Chefdirigat-Bewerber[9]
- seit 2016: Philippe Bach[10]

## Intendant
Seit 2019: Beat Sieber